# Laguna de Santa María del Oro
El Lago Cráter de Santa María del Oro ubicado en la parte nor-occidental de la Faja Volcánica Trans-Mexicana (FVT), en la localidad de Santa María del Oro, en el estado de Nayarit, México. Se denomina lago cráter, porque básicamente el lago se encuentra dentro de una caldera de un volcán. 
Al inicio del recorrido, se encuentra a bordo de carretera "El Mirador de Jacarandas", donde se puede admirar un increíble panorama en donde se observa el lago cráter; el cual es de forma circular de 2 km de diámetro aproximado, una superficie de 3.7 km² y la profundidad promedio es de 60 m; la temperatura media anual del agua es de 25 °C. El clima de la zona es tropical subhúmedo, con temperatura cedia atmosférica es de 21 °C, siendo junio, el mes más caluroso (25 °C) y enero el mes más frío (16.4 °C).

## Actividades
Las principales actividades turísticas que ofrece el lugar son el servicio de restaurantes, actividades y deportes acuáticos, recorridos en el lago, hotelería y la posibilidad de acampar al aire libre. Los platillos que se ofrecen son ceviches, aguachiles y su famoso chicharrón de pescado, también empanadas y agua fresca de la fruta de estación.

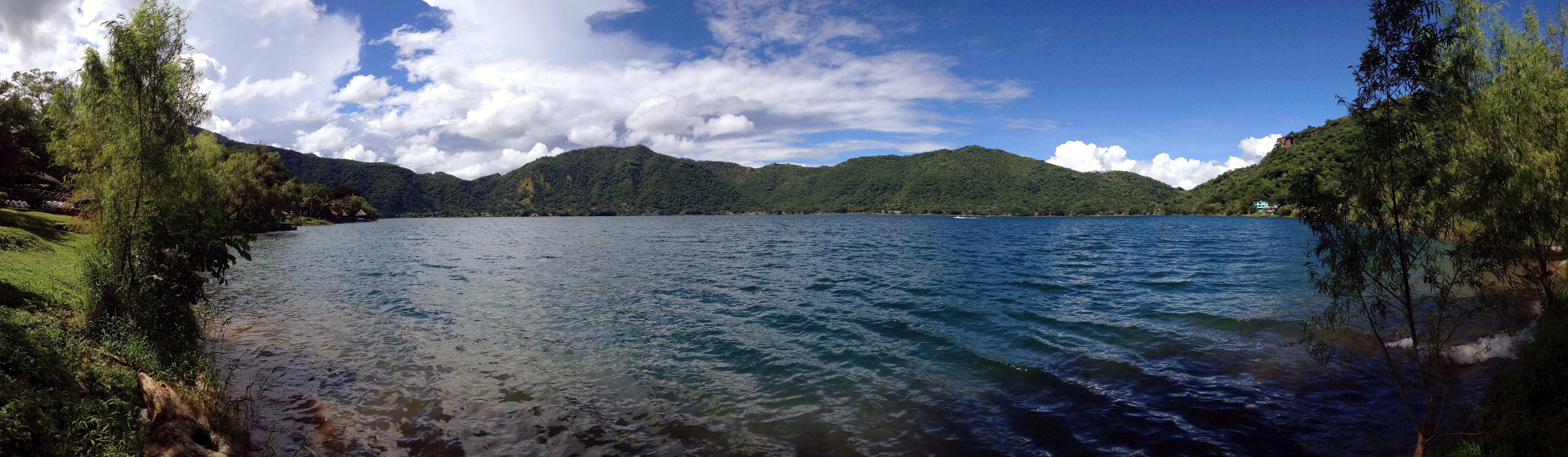
Otra vista de la laguna.